# Piotrogrodzki Bank Międzynarodowy
Piotrogrodzki Bank Międzynarodowy – jeden z banków rosyjskich okresu wojny domowej w Rosji (1917–1921).
W 1918 roku jego właścicielem był Karol Jaroszyński, proaliancki finansista pochodzenia ukraińskiego, główna postać i rzecznik tzw. „intrygi bankowej” w Rosji. Celem tej intrygi było finansowe wsparcie przez aliantów sił antybolszewickich w Rosji.